# Île Moturiki
L'île Moturiki, Moturiki Island en anglais, connu aussi sous le nom de "Leisure Island" est une île de la baie de l'Abondance, en Nouvelle-Zélande. Située à quelques mètres des plages de la ville de Mount Maunganui une banlieue de la cité de Tauranga dans l’Île du Nord de la Nouvelle-Zélande. 

## Situation

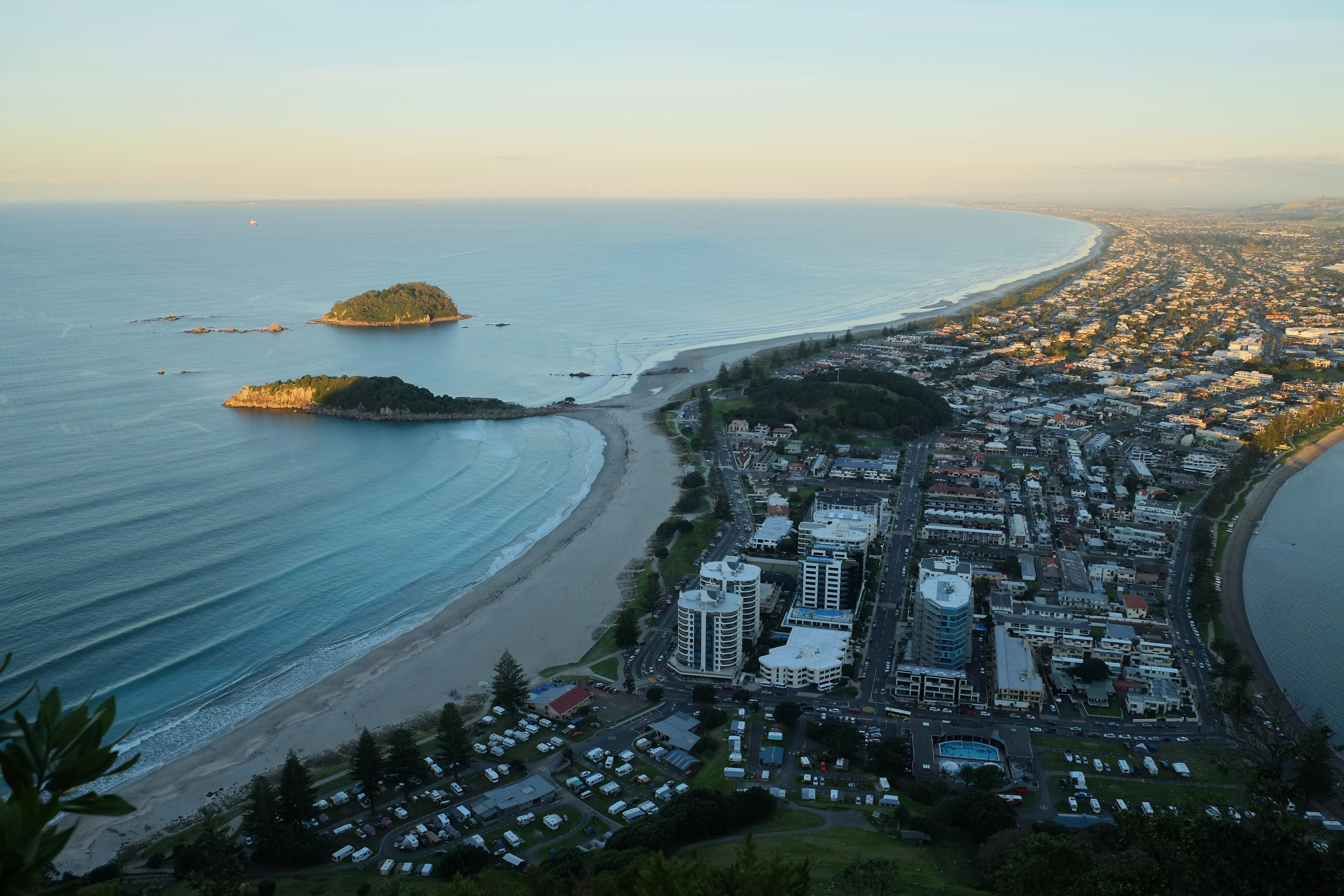
Vue au soleil couchant sur la banlieue de Mont Maunganui et l’île Moturiki

Elle est reliée à la plage par un gué construit par l’homme  . 

## Lieu de recherche
Le NIWA ou institut national de recherche sur l’eau et l'atmosphère (en) maintient à ce niveau un système de mesure des marées sur l’île de Moturiki  . 

## Loisirs
L’île de Moturiki offre des voies d’escalade réputées sur ses rochers  .
La société « Marineland Ltd» a construit un aquarium en 1966, mais il fut fermé en mai 1981. 
Plus tard, fin 1981, le « Marineland » fut reconstruit dans l’île de Leisure sous forme d'un parc aquatique avec aussi un bassin de natation, un bassin de bateaux bouées tamponeuses (en) et un toboggan aquatique, qui fonctionnèrent jusqu’en 1990, quand ils furent retirés de l’île.